# سكرتير الدولة الأول
سكرتير الدولة الأول هو لقب شرفي يستخدم من قبل حكومة المملكة المتحدة. اللقب يمثل الاقدمية على جميع السكرتيرين الاخرين للدولة. 
لا يوجد لديه صلاحيات محددة أو سلطة المرتبطة به أبعد من ذلك من أي وزير - سكرتير آخر من الدولة.
لا يتم ايتخدام اللقب دائما، ولذلك سبق وان كانت هناك فترات لا يوجد فيها حامل للقب، وأكثر فترة كانت 25 سنة بين سنة 1970 وسنة 1955. الآن حامل اللقب هو دومينيك راب.